# Сутяга (Котельницький район)
Сутя́га (рос. Сутяга) — присілок у складі Котельницького району Кіровської області, Росія. Входить до складу Карпушинського сільського поселення.
Населення становить 10 осіб (2010, 37 у 2002).
Національний склад станом на 2002 рік — росіяни 75 %.